# Elena Murariu
Elena Murariu (ur. 29 czerwca 1963 w Zvoriștei) – rumuńska malarka i ikonografka.

## Życiorys
Uczyła się w szkole artystycznej w Botosani, a następnie w Jassach. W 1987 ukończyła studia z zakresu restauracji dzieł sztuki w Instytucie Sztuk Pięknych Nicole Grigorescu w Bukareszcie (klasa Iona Stendla i Dana Mohanu).

## Twórczość
Początkowo zajmowała się restauracją fresków i ikon. Po raz pierwszy zaprezentowała publicznie swoje obrazy w 1990, na wystawie zbiorowej Rumuńskiego Związku Artystów w Bukareszcie, w tym samym roku w muzeum Vasile Parvana w Bârladzie otwarto pierwszą wystawę indywidualną prac Murariu. Prace Murariu eksponowano w największych miastach Rumunii, ale także w Atenach, Barcelonie, Paryżu, Pradze, Wenecji, Belgradzie i w Nowym Jorku. Maluje głównie ikony i obrazy o tematyce sakralnej, inspirowane sztuką bizantyjską.

## Nagrody i wyróżnienia
W 2008 została uhonorowana nagrodą ministra kultury za wkład w restaurację zabytków kultury rumuńskiej. W 2010 metropolita Râmnic uhonorował artystkę Medalem Antyma Iberyjczyka za odnowienie cerkwi w Vioresti (okręg Vâlcea).